# Komunareć Komunarsk
Komunareć Komunarsk (ukr. Футбольний клуб «Комунарець» Комунарськ, Futbolnyj Kłub "Komunareć" Komunarśk) – ukraiński klub piłkarski z siedzibą w Ałczewśku obok Ługańska, przy granicy z Rosją, w Zagłębiu Donieckim. Założony w roku 1945 jako Metałurh.

## Historia
Chronologia nazw:
- 1945—1961: Metałurh Woroszyłowsk (ukr. «Металург» Ворошиловськ)
- 1961—1963: Metałurh Komunarsk (ukr. «Металург» Комунарськ)
- 1964—1988: Komunareć Komunarsk (ukr. «Комунарець» Комунарськ)

W 1945 został założony zespół piłkarski Metałurh w Ałczewśku (od 1931 do 1961 nazywał się Woroszyłowsk (ukr. Ворошиловськ), później do 1992 Komunarsk (ukr. Комунарськ). Oprócz Metałurha w mieście istniała drużyna Stal Woroszyłowsk, historię której często łączą z Komunarcem Komunarsk.
W 1963 w związku z reorganizacją systemu lig Mistrzostw ZSRR Metałurh Komunarsk otrzymał możliwość startować w Klasie B, 2 strefie ukraińskiej Mistrzostw ZSRR, w której występował do 1970. W tym że roku debiutował w rozgrywkach Pucharu ZSRR. W następnym roku klub zmienił nazwę na Komunareć Komunarsk.
Kiedy w 1970 ponownie reorganizowano system lig Mistrzostw ZSRR, klub spadł do Klasy B, 2 strefy ukraińskiej. Klub zajął końcowe 14 miejsce spośród 27 drużyn, ale tego nie wystarczyło aby w następnym sezonie pozostać w lidze profesjonalnej.
Następnie jako drużyna amatorska występowała w rozgrywkach mistrzostw i Pucharu obwodu ługańskiego oraz Mistrzostw Ukraińskiej SRR spośród drużyn amatorskich. W 1986 zespół zajął 2 miejsce w grupie Mistrzostw Ukraińskiej SRR, ale w 1988 zdobył tylko 3 punkty, zajął ostatnie miejsce w grupie i pożegnał się z rozgrywkami.

## Sukcesy
- 8 miejsce w turnieju finałowym Klasy B, strefy ukraińskiej:

1965
- 1/256 finału Pucharu ZSRR:

1967